# Privateers de La Nouvelle-Orléans
Les Privateers de La Nouvelle-Orléans (en anglais : New Orleans Privateers) sont un club omnisports universitaire de l'université de La Nouvelle-Orléans à La Nouvelle-Orléans, en Louisiane. Les équipes des Privateers participaient aux compétitions universitaires organisées par la National Collegiate Athletic Association au sein de la Sun Belt Conference dont ils ne sont plus membre depuis juillet 2010. L'université a décidé de rétrograder en Division II[réf. souhaitée].